# Floruit
Floruit —  «расцвет <творчества>» (букв. с лат. — «процветал»; произносится фло́руит, [ˈflɔːrʊɪt], часто сокращённо fl. или flor.) — годы деятельности.
Международный латинизм, используется при изложении сведений об историческом лице, годы рождения и смерти которого неизвестны. Употребляется, как правило, перед названием эпохи, датой или датами, о которых точно известно, что в этот период персонаж был уже зрелым и действовал самостоятельно; часто вместе с другим латинизмом — circa (около).
В истории, а также в искусствоведении, может употребляться для обозначения периода, в который историческое лицо, явление или процесс находились в состоянии наивысшей активности, «расцвета», — в таком случае крайние даты могут быть известны, но не важны в контексте изложения.

## Происхождение
Floruit — это форма 3-го лица единственного числа прошедшего времени совершенного вида латинского глагола flōreō — «цвести»: «расцвёл», «расцвела».
В значении «некто, о ком неизвестно ничего больше, действовал тогда-то так-то» отмечается уже в постклассических латинских текстах.
В эпоху Ренессанса, когда интерес к латинскому культурному наследию достиг в Италии своего пика, появились разнообразные сборники и монографии, подражавшие известным «жизнеописаниям» и «историям» древних. Писавшие на латыни авторы XIV—XVII веков, сталкиваясь с недостатком сведений о героях своих повествований, естественно использовали этот, устоявшийся ещё во времена поздней античности, термин. Постепенно из популярных сборников на латыни термин перешёл в истории, писавшиеся уже на национальных языках. С появлением в XVIII—XIX веках обширных биографических словарей термин прочно закрепился в научном обороте европейских стран, особенно в Британии.

## Использование
В европейских странах термин «floruit», — «годы деятельности» (чаще в его сокращённой форме — «fl.»), особенно широко используется в разнообразных биографических материалах, — генеалогиях, словарях, энциклопедиях, в аннотированных указателях имён и т. п. Предполагает крайне скудные сведения о лице, представляющем вполне определённый исторический интерес. Сведения в таких случаях берутся из коротких фрагментов и незначительных упоминаний в источниках, не позволяющих определить возраст лица даже приблизительно. Иначе ставится латинский термин circa («c.») — «около». Поэтому их одновременное указание считается, строго говоря, некорректным, как и со знаком «?».
Термин всегда предшествует периоду или дате, — так его легко отличить от сокращённого написания монеты флорин (fl.), тоже распространённого.
Если имеется только один точно датируемый факт биографии, то его дата и указывается после сокращения; если имеется несколько, то после сокращения указывается диапазон дат, от наиболее ранней известной до наиболее поздней. К примеру: Квинт Луцилий Бальб (fl. 100 г. до н. э.); Сотион из Александрии (fl. 200 г. до н. э. — 170 г. до н. э.).
В прямом смысле — «расцвет кого-, чего-нибудь» — термин употребляется гораздо реже.
Столь же редко термин встречается в русском языке, — в специальной научной и в научно-академической литературе.
В то же время русские учёные относят сокращение «fl.» (floruit) «к широко известным и вряд ли вызывающим затруднения».